# La Proie (film, 1921)
Pour les articles homonymes, voir La Proie.
La Proie est un film muet français réalisé par Marcel Dumont et sorti en 1921.

## Fiche technique
- Réalisation : Marcel Dumont
- Chef-opérateur : Maurice Rischmann
- Format : Muet - Noir et blanc
- Société de production : Gallo Film
- Date de sortie : 
  - France : 1921

## Distribution
- Rolla Norman
- Germaine Fontanes
- Marthe Vinot
- René Poyen
- Constant Rémy
- Daniel Mendaille
- Juanita de Frézia